# Transfer technologii
Transfer technologii – proces przenoszenia jakiejś technologii, której właścicielem jest jednostka lub organizacja do innej jednostki lub organizacji.
Najczęściej polega na zastosowaniu w praktyce jakiejś wiedzy teoretycznej, powstałej w ramach jakiejś instytucji badawczej, przez jakąś firmę produkcyjną. Do transferu technologii może także dochodzić między różnymi firmami. Dzięki transferowi wiedzy  np. między uczelniami a przemysłem, może dochodzić od komercjalizacji pomysłów oraz wprowadzania innowacyjnych projektów w życie. 